# Òssam
L'Òssam (búlgar: Осъм) és un riu del nord de Bulgària de 314 km de llargària. Té una conca de 2.820 km². És un afluent del Danubi. La seva conca de drenatge es troba entre la del riu Vit a l'oest i el sistema Yantra a l'est.